# Oweniidae
Oweniidae zijn een familie van borstelwormen (Polychaeta).

## Geslachten
- Galathowenia Kirkegaard, 1959
- Myriochele Malmgren, 1867
- Myriowenia Hartman, 1960
- Owenia Delle Chiaje, 1844

### Nomen dubium
- Clymenia Örsted, 1844

### Synoniemen
- Ammochares Grube, 1846 => Owenia Delle Chiaje, 1844
- Mitraria Müller, 1851 => Owenia Delle Chiaje, 1844
- Myrioglobula Hartman, 1967 => Myriochele Malmgren, 1867
- Ops Carrington, 1865 => Owenia Delle Chiaje, 1844
- Psammocollus Grube, 1866 => Myriochele Malmgren, 1867